# Linn Larsson
Linn Madeleine Larsson, född 30 juli 1992 i Örebro, är en svensk inte längre aktiv handbollsspelare. Hon är vänsterhänt och spelade högernia i anfall.

## Karriär
Linn Larsson började spela handboll i LIF Lindesberg och ansågs mycket talangfull. Hon spelade snart för juniorlandslaget och hade också en tvillingsyster Lina Larsson som spelade för juniorlandslaget. 2009 bytte båda tvillingarna klubb till Örebro SK. Man var med och såg till att Örebro vann allsvenskan och gick upp i elitserien 2011. Sommaren 2010 var båda med i U-18 landslaget som tog U18-VM-guld i Dominikanska republiken. Linn Larsson gjorde 11 mål i finalen och blev uttagen i All Star Team.
Därefter bestämde både Linn och Lina Larsson sig för att byta klubb till Lugi. 2011-2012 spelade Linn Larsson i elitserien för Lugi. Sommaren 2012 vann hon U20-VM-guld med ungdomslandslaget. Hösten 2012 fortsatte med framgångar för Linn. Hon fick debutera i A-landslaget mot Island den 2 oktober 2012 och gjorde tre mål i debuten. Hon var också aktuell för att spela EM i december samma år. Då tog Linn Larsson överraskande timeout från handbollen. Samma sak gjorde lite senare även tvillingsystern Lina Larsson. Det väckte mycket uppståndelse i handbollskretsar. Ett år senare berättade Linn om orsaken i Sydsvenskan. 2014 gjorde Linn Larsson ett kort comebackförsök i IF Hellton, men det blev inget av detta.
I  A-landslaget gjorde Linn Larsson 2 landskamper. I U-18 landslaget spelade hon 29 landskamper och i U18-landslaget 35 matcher.